# 쿠어 비젠탈역
쿠어 비젠탈역(Chur Wiesental)은 스위스 그라우뷘덴주의 주도인 쿠어 마을 북부에 있는 기차역이다. 역은 래티셰 철도의 단일 트랙 1,000mm 미터궤 란트콰르트-투지스선 노선 상에 있고, 한쪽 플랫폼이 있다. 2개의 트랙으로 구성된 스위스 연방 철도의 노선은 평행하게 운행되지만, 쿠어와 란트콰르트 사이에는 중간 정류장이 없다.

## 운행편
쿠어 비젠탈은 레기오 열차와 쿠어 S-반 S1이 운행한다.
- 레기오익스프레스 : 디젠티스/무쉬테와 스쿠올-타라스프 사이를 매시간 운행
- 레기오 : 디젠티스/무쉬테와 스쿠올-타라스프 사이의 제한된 운행
- 쿠어 S-반 S1 : 레췬스와 쉬어스 사이를 매시간 운행